# Honfleurais
Le honfleurais est une variété de langue d'oïl, largement influencée par le normand et de manière secondaire par le français, qui est essentiellement parlée à Honfleur. S’étant développée avec les activités maritimes et halieutiques de la ville, on la surnomme également localement le « parler des péqueux » (des pécheurs).

## Étude linguistique
La variété est au centre de l’ouvrage de Honfleurais : première langue de Danielle Lelièvre édité en 2016 par Christian de Vaublanc. Cherchant à partager son propre patrimoine, son autrice puise dans ses propres connaissances, mais également parmi les anecdotes d’autres locaux. D’après elle, le honfleurais serait « issu du normand et du vieux français » et « constitue l’identité de la commune ».

## Exemples lexicaux
| Terme en honfleurais | Signification en français de France                                  | Ref   |
| -------------------- | -------------------------------------------------------------------- | ----- |
| affaler              | tomber                                                               | [ 2 ] |
| à tantôt             | (matin) à cet après-midi ; (après-midi) à bientôt, à un de ces jours | [ 3 ] |
| bachin               | bassin                                                               | [ 3 ] |
| boulinguet           | (figuré) enfant malingre                                             | [ 3 ] |
| cheux                | chez                                                                 | [ 3 ] |
| côté                 | quart                                                                | [ 2 ] |
| eau/iau              | Seine                                                                | [ 3 ] |
| petite grise         | crevette                                                             | [ 4 ] |
| Raute rue            | rue Haute                                                            | [ 5 ] |
| ti                   | petit                                                                | [ 6 ] |
| tite tarabendaire    | jeune fille aux fesses bien potelées                                 | [ 2 ] |

## Représentations artistiques
Le parler est au cœur de la série DVD humoristique Le Quai des menteux — désignation commune du quai au parapet longeant le Vieux Bassin — tournée au début des années 2010 dans la pharmacie Passocean (un lieu notable du patrimoine culturel honfleurais) avec des comédiens locaux amateurs. Son réalisateur, Pierre Barré, pharmacien de cette officine, a ainsi eu la volonté de « sauvegarder une trace de ce parler unique »,,,.